# Esplanade des Villes-Compagnons-de-la-Libération
L'esplanade des Villes-Compagnons-de-la-Libération est une voie publique piétonnière située dans le quartier de l'Arsenal et le 4e arrondissement de Paris.

## Situation et accès
Cette esplanade est située entre le quai Henri-IV et le port Henri-IV.
Ce site est desservi par la station de métro Sully - Morland.

## Origine du nom

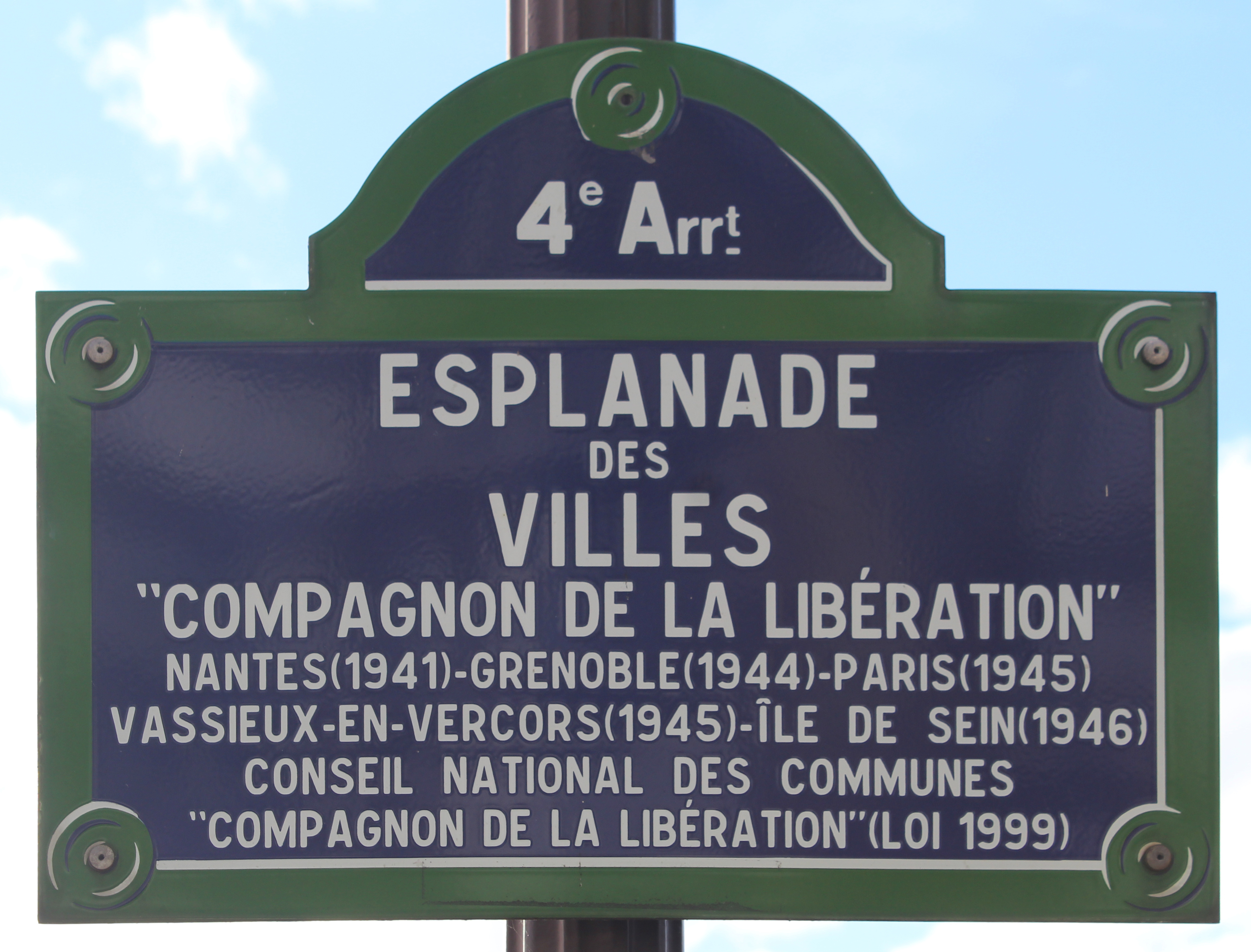
Plaque de l'esplanade.

Le nom de cette voie publique est un hommage aux cinq communes françaises qui ont reçu la Croix de la Libération, pour récompenser les personnes ou les collectivités militaires et civiles qui se sont signalées dans l’œuvre de la libération de la France, durant la Seconde Guerre mondiale :
- Nantes,
- Grenoble,
- Paris,
- Vassieux-en-Vercors,
- Île-de-Sein.

Cette esplanade comporte un monument composé de plaques et dédié aux soldats de la 1re armée française avec le texte suivant du général de Gaulle :
« Aux Soldats de la Première Armée Française qui, devant l'Histoire, ont payé le Prix de la Liberté.

La France pourrait-elle oublier cette Armée venue d’Afrique qui réunissait les Français libres de la 1re DFL, les pieds noirs, les goumiers et les tirailleurs marocains, algériens, tunisiens, sénégalais, les soldats des territoires d’Outre-mer, les évadés de France par l'Espagne, les anciens de l'Armée d'Armistice et des Chantiers de Jeunesse.
La France pourrait-elle oublier ces 250 000 hommes auxquels, par la volonté du Général Jean de Lattre de Tassigny, vinrent s'amalgamer 150 000 volontaires des Forces Françaises de l'Intérieur.
La France pourrait-elle oublier que cette armée a libéré le tiers de son territoire et que, sans elle, son chef n'aurait pas été à Berlin le 8 mai 1945 pour signer l'acte de capitulation de l’Allemagne.
Pourrions-nous accepter que nos cimetières où se mêlent par milliers, les croix chrétiennes, les étoiles juives et les croissants de l’Islam, soient ensevelis sous l'oubli et l'ingratitude.

Le Souvenir ! C'est non pas seulement un pieux hommage rendu aux morts, mais un ferment toujours à l’œuvre dans les actions des vivants. »
— Discours de Charles de Gaulle du 23 avril 1968, plaque commémorative de la 1re armée.

## Historique

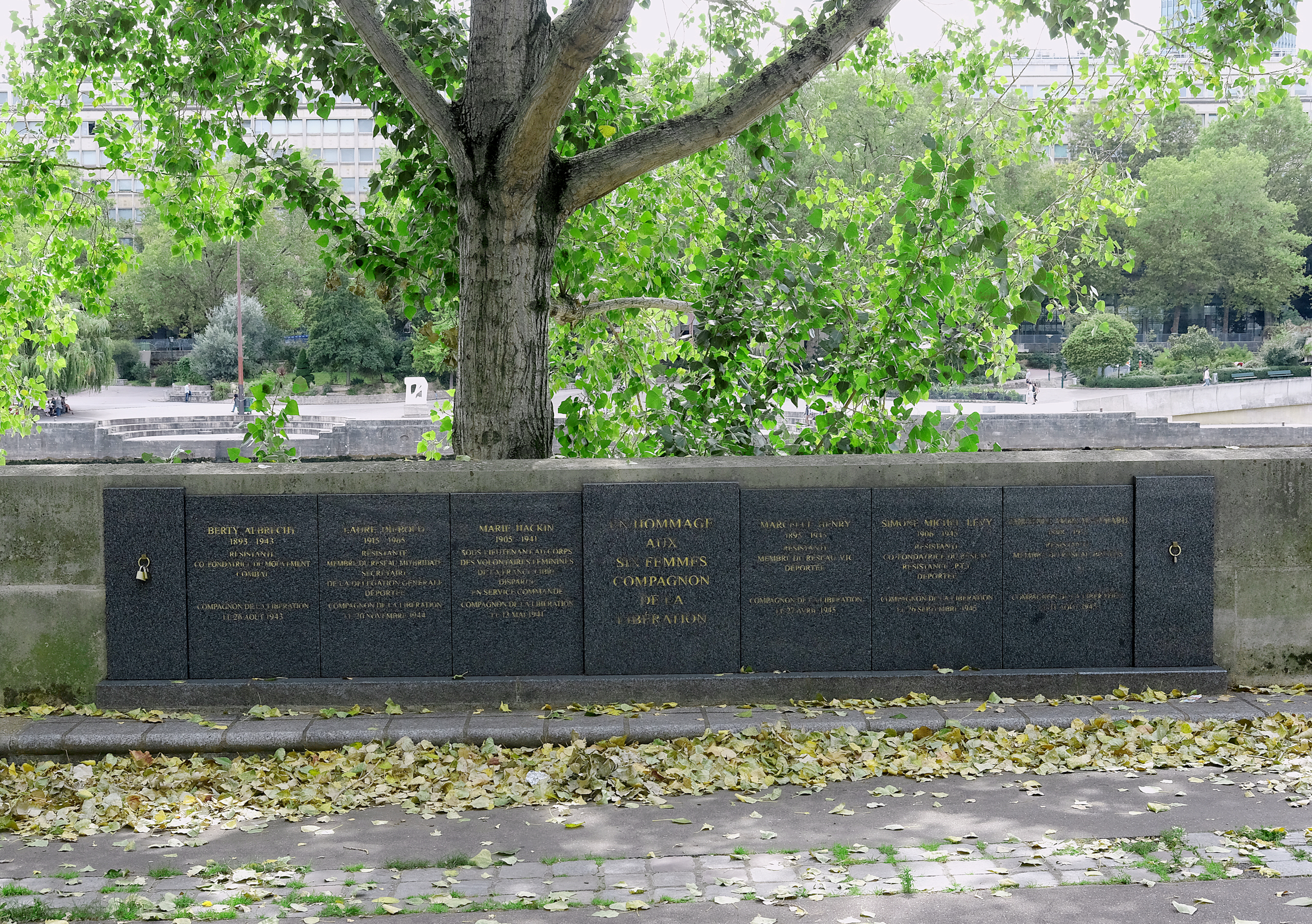
Monument en hommage aux six femmes compagnons de la Libération, sur l'esplanade des Villes-Compagnons-de-la-Libération le long du quai Henri-IV.

Cette « esplanade », qui est en fait un élargissement du trottoir du quai Henri-IV (côté des numéros impairs mais il n’y a pas de bâtiments de ce côté du boulevard), correspond à la dalle de couverture d’une section de la voie Georges-Pompidou (dont la chaussée est ici au niveau de la berge de la Seine). Elle prend la dénomination d'« esplanade des Villes-Compagnons-de-la-Libération », par arrêté municipal du 23 juin 2005, Bertrand Delanoë étant alors maire de Paris. De nombreuses sections de la voie Georges-Pompidou demeurant à l’air libre, les riverains de l’esplanade font figure de privilégiés.